# Emmanuel Fauré-Fremiet
Emmanuel Fauré-Fremiet ForMemRS (Paris, 29 de novembro de 1883 – Paris, 6 de novembro de 1971) foi um biologista francês.

## Vida
Filho de Gabriel Fauré e Marie Fremiet (filha de Emmanuel Frémiet).
Foi professor da Universidade de Paris e do Collège de France. No Institut de Biologie Physicochimique (Rothschild Institute), desenvolveu difração de raios X e microscopia eletrônica com Boris Ephrussi.
Foi eleito membro da Royal Society em 1963.